# Gilzanu
Gilzanu var under Assyriens tid ett område som låg långt inne i Iran kring den stora Urmiasjön. Sua av Gilzanu omnämns på den svarta obelisken. Hans tribut bestod av kameler.